# Kiełbrak Mały
Kiełbrak Mały – jezioro w woj. warmińsko-mazurskim, w powiecie szczycieńskim, w gminie Pasym.

## Dane
- Powierzchnia: poniżej 5 ha
- Typ: linowo-szczupakowe
- Jezioro hydrologicznie otwarte poprzez cieki:
  - na południu wypływa ciek do jeziora Kiełbark Duży
  - na północy połączone rowem z jeziorem Kiełbark

## Opis
Zbiornik w przybliżeniu okrągły, niewielkie znaczenie.
Dojazd ze Szczytna drogą krajową nr 53 w stronę Olsztyna, następnie we wsi Grom w lewo drogą utwardzoną, po czym ponownie w lewo utwardzoną.

## Hydronimia
Według urzędowego spisu opracowanego przez Komisję Nazw Miejscowości i Obiektów Fizjograficznych (KNMiOF) nazwa tego jeziora to Kiełbrak Mały. W różnych publikacjach i na mapach topograficznych jezioro to występuje pod nazwą Mały Kiełbrak.